# Panteón Civil de Dolores

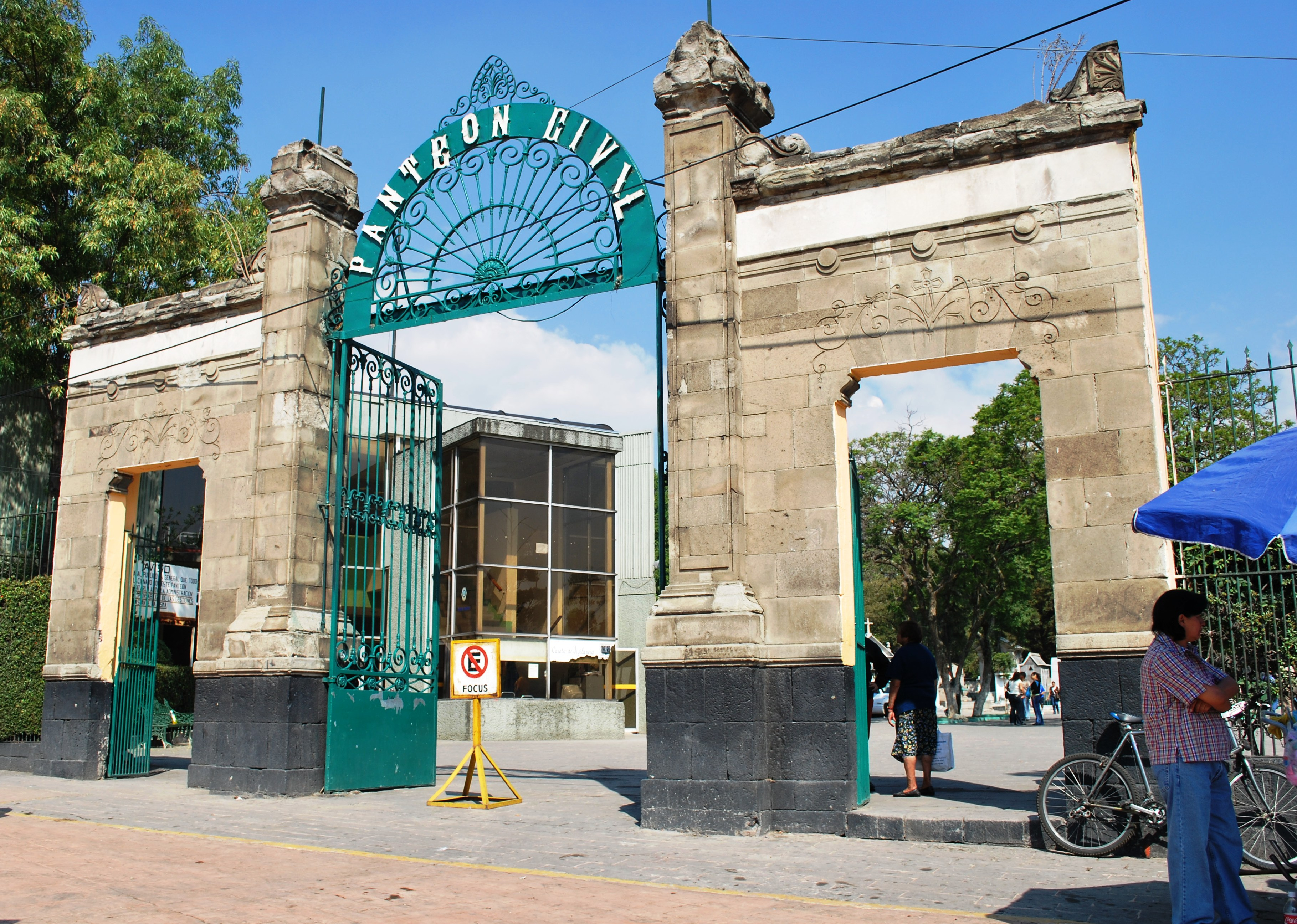
Haupteingang zum Panteón Civil de Dolores.

Der Panteón Civil de Dolores ist ein großer Friedhof in Mexiko-Stadt. Er liegt im Bosque de Chapultepec zwischen dem Sektor 2 und 3 südwestlich des Zentrums. Auf dem Friedhof wurde im Jahr 1874 erstmals eine Beisetzung durchgeführt; ab 1882 war er öffentlich zugänglich. 
Auf dem Gelände befindet sich auch die Rotonda de las Personas Ilustres, die im Jahr 1872 auf Initiative des damaligen Präsidenten Sebastián Lerdo de Tejada errichtet wurde.
Koordinaten: 19° 24′ 28″ N, 99° 12′ 23″ W